# フェリーせっつ
フェリーせっつは、阪九フェリーが運航していたフェリー。

## 概要
第二十四阪九の代船として神田造船所川尻工場で建造され、1995年12月に就航した。
2008年6月、神戸航路から泉大津航路に転配された。
2015年3月、いずみの就航により引退した。
その後、海外売船され、韓国で韓一高速（Hanil Express）のHANIL GOLDSTELLAとして、麗水 - 済州航路に就航した。
船は2021年にHANIL GOLDSTELLAとしてバングラデシュ Chittagong Ship Breaking Yard(英語版)にて解体された。

## 設計
建造時は、瀬戸内海航路に就航するフェリーとして最大最高速であった。振動低減のため、主機と発電機の支持架にはラバーマウントが採用された。
阪神・淡路大震災から約1年後の就航であり、就航時から2008年に泉大津航路に転配されるまで、船体側面には「We Love KOBE」のロゴが描かれていた。

## 船内

### 船室
| クラス           | 部屋数     | 定員  | 設備                                         |
| ---------------- | ---------- | ----- | -------------------------------------------- |
| 特等             | 2名×4室    | 8名   | ツインベッド、バス・トイレ、冷蔵庫、テレビ付 |
| 1等洋室          | 2-3名×10室 | 20名  | ツインベッド、テレビ付                       |
| 1等洋室          | 4名×26室   | 104名 | 2段ベッド、テレビ付                          |
| 1等和室          | 2-4名×22室 | 42名  | カーペット敷、テレビ付                       |
| 2等指定A         | 1名×20室   | 20名  | シングルルーム、テレビ付                     |
| 2等指定B         | 8名×11室   | 88名  | 洋室、２段ベッド                             |
| 2等室            | 20室       | 412名 | カーペット敷                                 |
| ドライバールーム | 1名×116室  | 116名 | シングルタイプ、バス・トイレ付               |

### 設備
5階
- 特等洋室
- 特等サロン

4階
- 1等室
- 2等指定室
- 展望浴室
- シャワールーム

3階
- 2等室
- ドライバーズルーム
- インフォメーション
- 売店
- レストラン
- グリル（後にレストランに併合）
- ゲームコーナー
- カラオケルーム
- ペットルーム
- ドライバーサロン
- ドライバー浴室

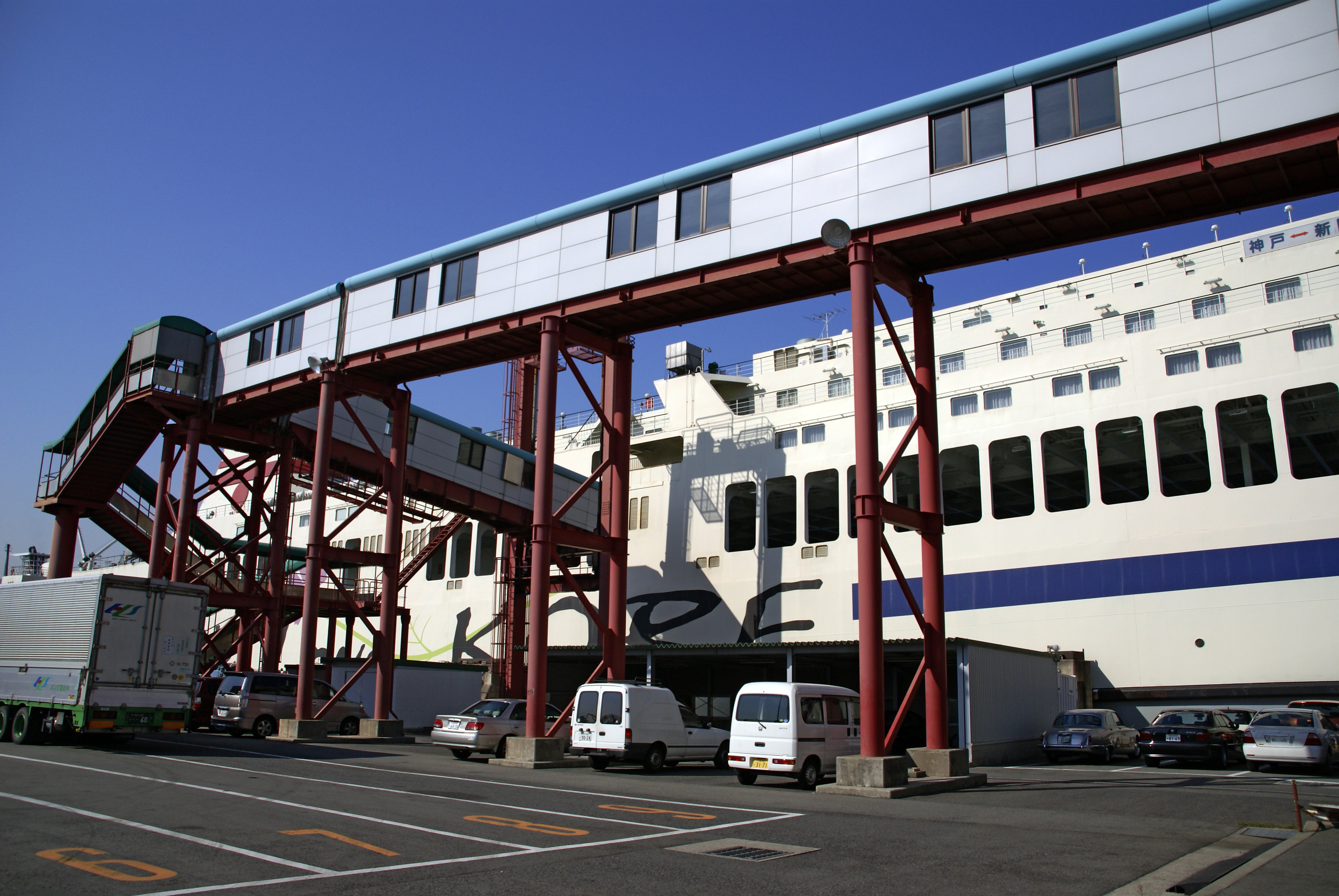
ボーディングブリッジ
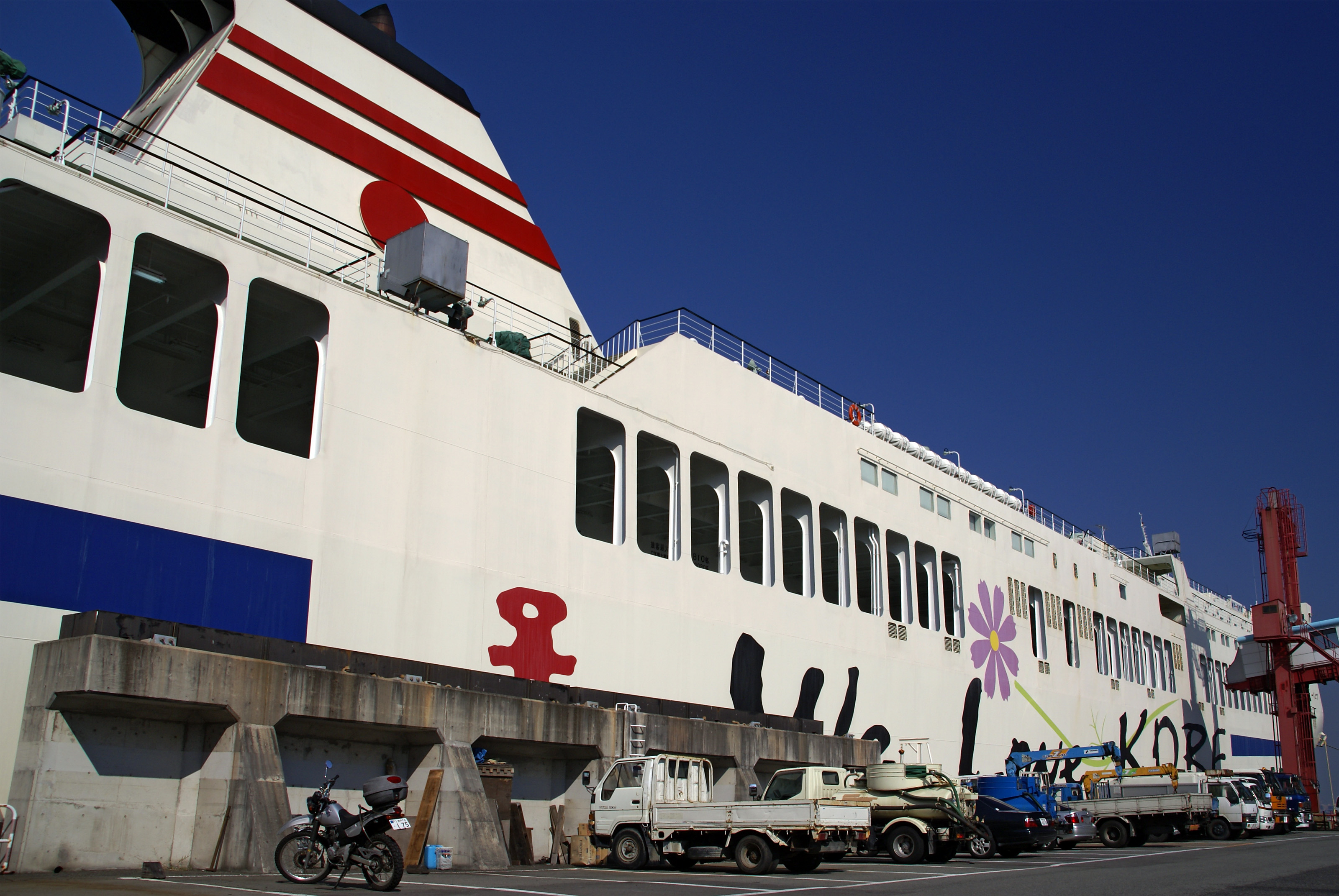
右舷側
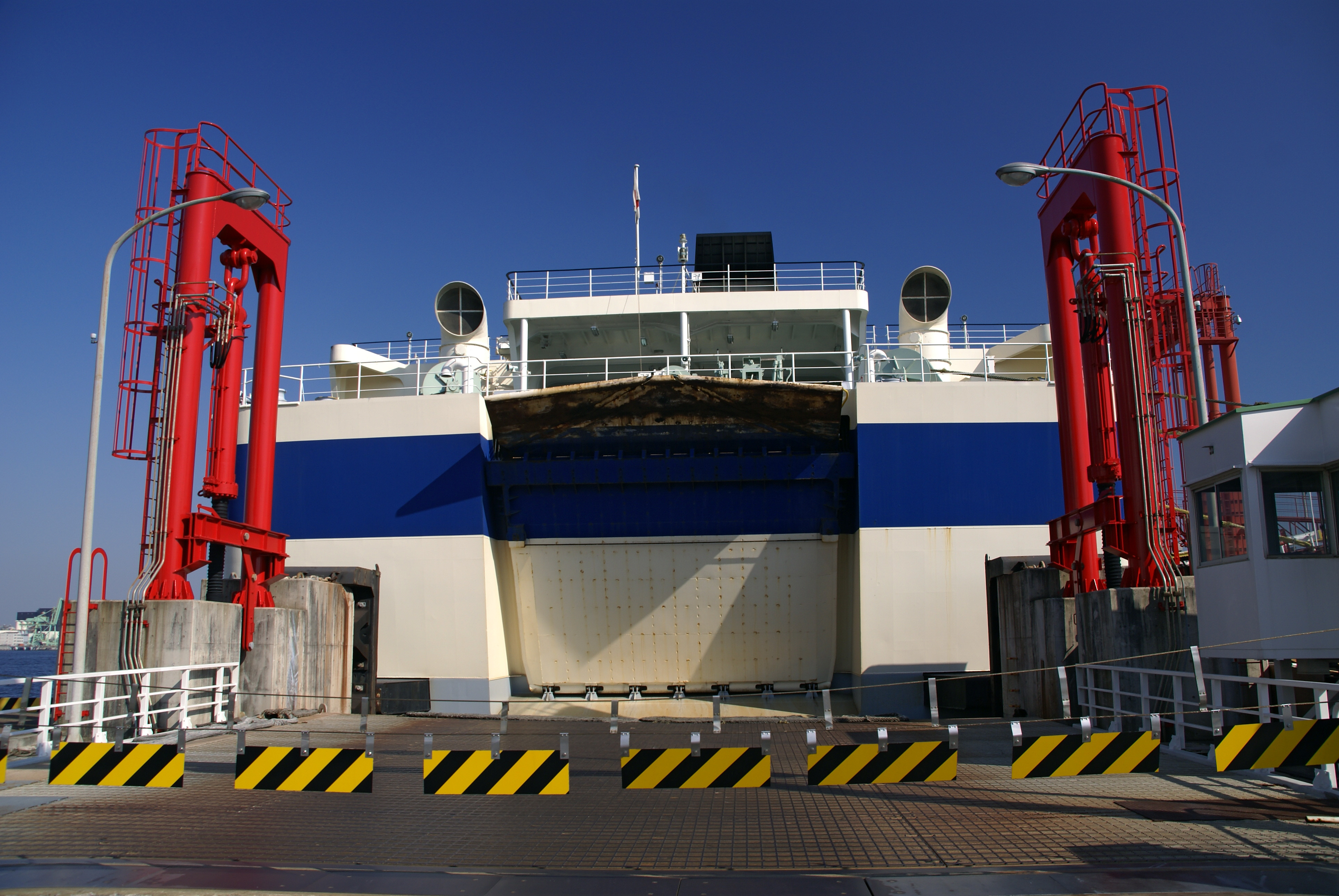
船尾
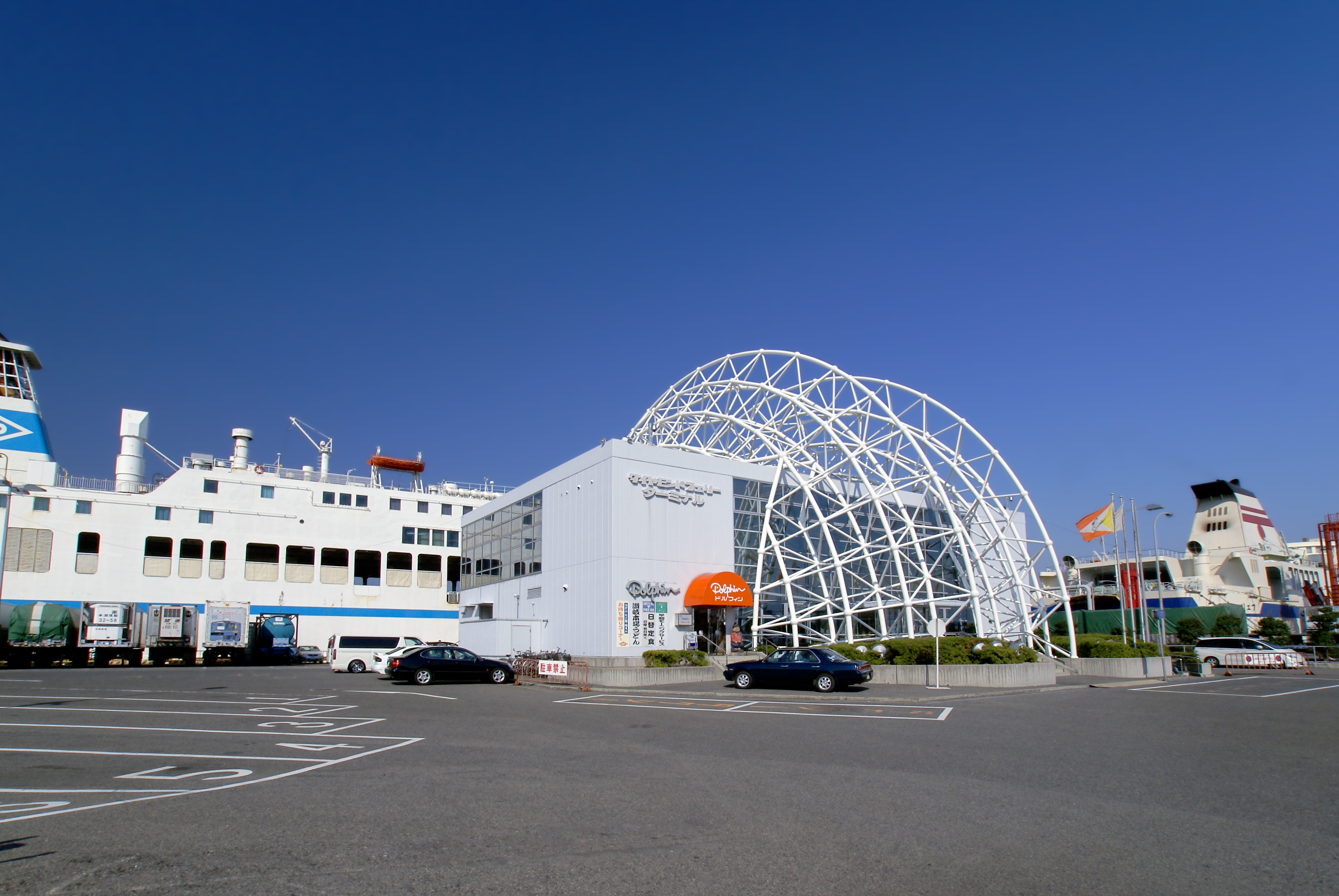
六甲アイランドフェリーターミナル

## 事故・インシデント

### 漁船との衝突
2005年1月28日、21時05分ごろ、新門司港から神戸港に向かっていた本船は、伊予灘を航行中、姫島灯台の東方8.8海里の地点で、前方を横切ろうとしていた漁船枝盛丸と衝突した。衝突により、本船は右舷船尾部の外板に擦過傷を生じ、枝盛丸は船首部の外板に亀裂を生じ、舷縁材が脱落した。事故原因は、本船が動静監視不十分で、枝盛丸を避けなかったことで発生したが、枝盛丸が動静監視不十分で、本船に対して警告信号を行わず、衝突回避の協力動作をとらなかったことも一因とされた。